# Porta de Fajalauza
A Porta de Fajalauza é uma das portas da muralha medieval da cidade de Granada, no sul de Espanha, que foi construída durante o período muçulmano, quando Granada era a capital do Reino Nacérida. O seu nome original, em árabe era Bab (ou Bib) Fayy al-Lawza, cuja tradução seria "Porta do Outeiro das Amendoeiras" (em castelhano: Puerta del Collado de los Almendros). Era a porta de acesso à parte mais alta do bairro do Albaicín.

## Descrição
A porta situava-se no trecho de muralha entre a Torre del Aceituno ("Torre da Oliveira"), a oeste, e a Porta de Ferro, a leste. Posteriormente foi construída a Porta de São Lourenço, ou do Albaicín (Bab al-Bayyazin) entre a Porta de Fajalauza e a Porta de Ferro.
Já na época cristã, passou a ligar o bairro do Albaicín ao bairro dos Alfareros (oleiros) e deu nome à produção característica das olarias instaladas nas suas imediações e, por extensão, à cerâmica popular de Granada, denominada cerâmica ou loiça de Fajalauza. Durante o século XX acabou por ficar completamente no interior da cidade, por ela passando a Rua Cruz de Piedra, que separa os bairros do Albaicín e de Haza Grande.
Originalmente foi construída como parte da depois chamada Cerca de Dom Gonzalo, a muralha que cercava o Albaicín, então um arrabalde da Alcáçova Cadima. Segundo ibne Alcatibe, essa muralha e a Porta de Fajalauza foram erigidas durante o reinado do emir nacérida Iúçufe I (r. 1333–1354), por iniciativa do seu grão-vizir Raduão, um cristão renegado. Encontra-se representada na Plataforma de Vico[a] com o número 45 e com o nome "Faxalausa".
A porta sofreu bastantes transformações ao longo da sua história. Em data desconhecida, posterior a 1886 ou talvez mesmo a 1921, o vão lateral norte foi ampliada em altura devido à demolição de dois arcos de tijolo e do enchimento do mesmo material existente entre eles; nessa altura foi também retirado um escudo, que se observa numa fotografia publicada por Antonio Almagro Cárdenas em 1886 e outras obras posteriores.
A porta é constituída por uma torre com ameias, com cerca de nove metros de altura e planta trapezoidal com 9,75 metros de comprimento e largura que varia entre 9,5 m e 10,75 m. No interior abre-se um passadiço com 3 metros de largura, coberto com uma abóbada de tijolo que parece quebrada (tipo gótico), embora possa ter sido originalmente retangular. Na face oriental há um arco cego de meio ponto em tijolo, que dava acesso à açoteia (terraço) e ao pano de muralha desse lado.
Foi pela Porta de Fajalauza que Boabdil, o último rei mouro de Granada, entrou na cidade em 1486, após ter sido libertado pelos Reis Católicos para recuperar o trono que tinha sido usurpado pelo seu tio Maomé XIII, "el Zagal". Durante a rebelião dos mouriscos de 1568 foi também um dos lugares planeados para o início da revolta.